# Vincenzo Demetz
Vincenzo Demetz   (Santa Cristina - Gherdëina, 10 d'octubre de 1911 - Santa Cristina - Gherdëina, 24 de novembre de 1990) va ser un esquiador de fons italià que va competir durant la dècada de 1930. És l'avi de la també esquaidora Michela Ponza.
El 1936 va prendre part en els Jocs Olímpics de Garmisch-Partenkirchen, on disputà tres proves del programa d'esquí de fons. Destaca la quarta posició en la cursa dels 4x10 quilòmetres, mentre en els 18 quilòmetres fou tretzè i en els 50 quilòmetres divuitè.
En el seu palmarès destaquen dues medalles de bronze al Campionat del Món d'esquí nòrdic de 1937 i un campionat nacional italià.